# ذئاب توركو
ذئاب توركو ثلاثي من الذئاب الأكلين للحم البشري قتلو بين عامي 1880-1881 اثنان وعشرين طفلاً في مدينة توركو الفنلندية. كان متوسط أعمار ضحايا هذه الذئاب 5,9 سنوات. سببت هجماتهم قلقاً طال الحكومتين المحلية والوطنية، طالبة المساعدة من الصيادين الروس والليتوانيين، فضلا عن الجيش. قتلت الذئاب ضحيتها الأخيرة في 18 نوفمبر 1881.
في 12 يناير 1882، أُطلقت النار على ذئبة عجوز وبعد اثني عشر يوماً تم تسميم ذئب ذكر البالغ، فوُضع حدٌ لهذه الهجمات. أرسل واحد من الذئاب المقتولة إلى متحف ريهيماكي للصيد، بينما أرسل الآخر إلى مدرسة القديس أولوف حيث لا يزال من الممكن مشاهدته حتى اليوم. الذئب الثالث انتهى كممسحة أقدم واختفى.
في الآونة الأخيرة، جادل بعض أنصار الحفاظ على البيئة الفنلنديين لا سيما إفر بوسيتيه (2000) دقة الأحداث المصورة. على الرغم من أنه ذكر أنه لا يوجد دليل مباشر على أن الذئاب كانت حيوانات أسيرة سابقاً كما كان الحال مع ذئب غيسيني، أشار بأنه احتمال غير مستبعد. كما ذكر أن للأنثى أسنان ضعيفة. وذكر إركي بولياينن كبير المتخصصين بالذئاب في الاتحاد العالمي للحفاظ على الطبيعة بأنه لا يمكن الوثوق كثيراً بالمعلومات التاريخية، وقال لصحيفة "Demari" في 27 أكتوبر 2005 بأن أحد ذئاب توركو كان حقاً هجين كلب ذئب. كتب إيريك غرانكفيست مقالاً في يومية هلسنغن سانومات الرائدة مؤكداً أنه تم التعرف عليهم كذئاب بعد أن تم فحص رفاتهم في كل من متحف الصيد ومدرسة القديس أولوف.